# Liste der Naturdenkmale in Holzbach
Die Liste der Naturdenkmale in Holzbach nennt die im Gemeindegebiet von Holzbach ausgewiesenen Naturdenkmale (Stand 13. Mai 2024).

## Naturdenkmale
| Nr.         | Bezeichnung                     | Lage                                             | Beschreibung              | Bild                                    |
| ----------- | ------------------------------- | ------------------------------------------------ | ------------------------- | --------------------------------------- |
| ND-7140-110 | Lindenreihe                     | südlich des Ortes, entlang der L 108 Lage        | Tilia cordata, 48 Bäume   | Direkt Bild zu diesem Denkmal hochladen |
| ND-7140-128 | Drei Eichen am Höhenhof         | südlich des Ortes am Höhenhof Lage               | Quercus robur, drei Bäume | Direkt Bild zu diesem Denkmal hochladen |
| ND-7140-129 | Traubeneiche im Flürchen        | Mühlenweg, gegenüber Nr. 16 Lage                 | Quercus petraea           | Direkt Bild zu diesem Denkmal hochladen |
| ND-7140-131 | Traubeneiche auf der Lauxenwies | westlich des Ortes; Flur Auf der Lauxenwies Lage | Quercus petraea           | Fotos hochladen                         |
| ND-7140-141 | Mehlbeerbaum                    | Flurweg, bei Nr. 5a Lage                         | Sorbus aria               | Direkt Bild zu diesem Denkmal hochladen |